# Lynn Cullen
Lynn Cullen es una escritora estadounidense criada en Fort Wayne (Indiana) y residente en Atlanta (Georgia). 
Historiadora autodidacta, viajera y apasionada desde joven por las biografías, se licenció por la Universidad de Indiana y siguió diversos estudios de tercer grado en educación en la Mercer University y la Georgia State University, ambas en el estado de Georgia.
Actualmente escribe libros de dibujos infantiles y novelas juveniles, habiendo realizado su primera incursión en la novela histórica generalista con Soy la hija de Rembrandt.

## Obra

### Libros infantiles
- The Backyard Ghost, 1993
- Meeting the Make-Out King, 1994
- Ready, Set — Regina, 1996
- The Three Lives of Harris Harper, 1996
- Regina Calhoun Eats Dog Food, 1997
- Stink Bomb, 1997
- The Mightiest Heart, 1998
- Nelly in the Wilderness, 2002

### Novela histórica
- I Am Rembrandt’s Daughter, 2008, publicada en español como Soy la hija de Rembrandt por Editex, su última novela y primera incursión en la novela para adultos, en la que invirtió 8 años de viajes e investigaciones en Europa.
- "Reign of Madness" -2011-(Reino de Locura), novela sobre la vida de Juana La Loca, la primera reina de España.